# Tratatul de la Dunkerque
Tratatul de la Dunkerque, semnat la data de 4 martie 1947 de către Regatul Unit și Franța la Dunkerque (în Franța) este un tratat de Alianță și asistență mutuală, în cazul unui posibil atac german. Acesta a intrat în vigoare la data de 8 septembrie 1947 și a precedat Tratatul de la Bruxelles din 1948. Cele două țări erau reprezentate de către miniștrii de externe, Georges Bidault (Franța), respectiv Ernest Bevin (Regatul Unit).